# نیکولا گاووف
نیکولا گاووف (بلغاری: Никола Гавов؛ زادهٔ ۱۹ مارس ۱۹۹۹) بازیکن فوتبال اهل بلغارستان است.
وی همچنین در تیم ملی فوتبال زیر هفده سال بلغارستان بازی کرده است.